# Мотузяник Олександр Анатолійович
Олександр Анатолійович Мотузяник — український військовослужбовець, полковник Збройних сил України. Кавалер ордена Данила Галицького (2015).

## Життєпис
Станом на 2019 рік заступник начальника Управління комунікацій та преси Міністерства оборони України.
У 2020 році тимчасово виконував обов'язки начальника Управління комунікації та преси МОУ.

## Нагороди
- орден Данила Галицького (5 червня 2015) — за вагомий особистий внесок у розвиток вітчизняної журналістики, багаторічну сумлінну працю та високу професійну майстерність[4].

## Військові звання
- полковник.